# Kei Satō (homme politique)
Kei Satō (佐藤 啓) (né le 4 juillet 1979) est un homme politique japonais, membre de la Chambre des conseillers depuis 2016, représentant la préfecture de Nara.

## Carrière
Satō est né le 4 juillet 1979 dans la préfecture de Nara. Il est diplômé de la faculté d'économie de l'Université de Tokyo en 2003, puis a également obtenu des diplômes de l'Université Carnegie-Mellon et de la USC Gould School of Law (en).
Après avoir obtenu son diplôme, Satō a rejoint le ministère de l'Intérieur et des Communications en 2003. En 2011, il a rejoint le gouvernement municipal de Hitachiōta, dans la préfecture d'Ibaraki, devenant directeur général de la planification des politiques et plus tard des départements des affaires générales. En 2014, il devient secrétaire exécutif du conseiller spécial du Premier ministre. Il a été élu membre de la Chambre des conseillers représentant Nara en 2016, remportant 292 440 voix.
Le 8 juillet 2022, l'ancien Premier ministre Shinzō Abe a prononcé un discours à Nara pour la campagne de réélection de Satō. Abe a ensuite été assassiné par un assaillant.